# Cycas elephantipes
Cycas elephantipes là một loài thực vật hạt trần trong họ Cycadaceae. Loài này được A.Lindstr. & K.D.Hill mô tả khoa học đầu tiên năm 2002.